# セント・ジョンズ・カレッジ (アメリカ合衆国)
セント・ジョンズ・カレッジ（英語: St. John's College）は、メリーランド州アナポリスに本部を置くアメリカ合衆国のリベラル・アーツ・カレッジ大学。1784年創立、1696年大学設置。

## 概要
アメリカで最も伝統的なリベラル・アーツ・カレッジ。
西洋文明における「グレート・ブックス」を中心とし、科学、哲学、数学、神学及び文学にわたる作品を基にする教育が特徴。教室内では一切講演が行われない決りから、学生同士のディスカッシォンを通して分析的な能力を養成させる事を目標としている。2005年、アメリカ大学ランキングで討議を中心とする大学の中から1位となった。

## 歴史
1696年「King William' s School」としてメリーランド州アナポリスに設立され、1784年現在の校名になった。ハーバード大学、ウィリアム・アンド・メアリー大学に次いで、アメリカ合衆国で3番目に古い大学である。1964年、サンタフェキャンパスを開校した。

## 教育
科学、哲学、数学、神学及び文学にわたる「グレート・ブックス」を基にする。4年間の教育は正式に表すと以下の分野となる。
| コース名       | 内容                                               | 年数  |
| -------------- | -------------------------------------------------- | ----- |
| ゼミ形式クラス | 哲学、神学、政治学、文学、歴史、経済学、心理学     | 4年間 |
| 数学           | 幾何学、天文学、代数、微分、積分、数論             | 4年間 |
| 自然科学       | 生物学、化学、原子理論、物理学                     | 3年間 |
| 言語           | 古典ギリシャ語、フランス語、英語修辞学、英語詩文学 | 4年間 |
| 音楽           | 理論、作曲                                         | 1年間 |

少数精鋭のゼミ形式の授業は、アメリカで有数の難解さで、卒業生は著名大学院に進学することが多い。

2011年度ニューズウィーク社の「Most Rigorous College」（和訳:最も厳格な大学） ランキングで1位評価を受ける。